# Olympische Sommerspiele 2008/Radsport – BMX-Rennen (Frauen)
Das BMX-Rennen der Frauen bei den Olympischen Spielen 2008 fand am 20. und 22. August in Peking statt. Es war das erste der olympischen Geschichte. 

## Zeitplan
Laut der ursprünglichen Planung hätten Halbfinale und Finale am 21. August stattfinden sollen, wurden aber wegen Regens um einen Tag verschoben.
| Datum                     | Uhrzeit | Runde             |
| ------------------------- | ------- | ----------------- |
| Mittwoch, 20. August 2008 | 09:45   | Platzierungsrunde |
| Freitag, 22. August 2008  | 09:00   | Halbfinale        |
| Freitag, 22. August 2008  | 10:30   | Finale            |

Alle Zeitangaben sind als Ortszeit angegeben.

## Ergebnisse

### Platzierungsrunde
Die Platzierungsrunde diente der Erstellung der Setzliste für das Halbfinale. Jede Fahrerin hatte zwei Versuche, eine möglichst gute Zeit zu setzen. Unten angegeben ist der bessere der beiden Versuche.
| Rang | Name                   | Nation             | Zeit     |
| ---- | ---------------------- | ------------------ | -------- |
| 1    | Anne-Caroline Chausson | Frankreich         | 36,660 s |
| 2    | Shanaze Reade          | Großbritannien     | 36,882 s |
| 3    | Laëtitia Le Corguillé  | Frankreich         | 37,145 s |
| 4    | Sarah Walker           | Neuseeland         | 37,187 s |
| 5    | María Gabriela Díaz    | Argentinien        | 37,590 s |
| 6    | Nicole Callisto        | Australien         | 37,717 s |
| 7    | Jill Kintner           | Vereinigte Staaten | 37,913 s |
| 8    | Jana Horáková          | Tschechien         | 38,077 s |
| 9    | Jenny Fähndrich        | Schweiz            | 38,209 s |
| 10   | Tanya Bailey           | Australien         | 38,285 s |
| 11   | Lieke Klaus            | Niederlande        | 38,709 s |
| 12   | Amanda Sørensen        | Dänemark           | 38,719 s |
| 13   | Samantha Cools         | Kanada             | 39,137 s |
| 14   | María Belén Dutto      | Argentinien        | 40,193 s |
| 15   | Anikó Hódi             | Ungarn             | 41,772 s |
| 16   | Ma Liyun               | China              | 42,015 s |

### Halbfinale
Im Halbfinale traten die Fahrerinnen je dreimal an und erzielten Punkte entsprechend ihrer Platzierung. Ein nicht zu Ende gebrachter Lauf (DNF) zählte 8 Punkte. Die jeweils vier Fahrerinnen mit den geringsten Punktzahlen erreichten das Finale.

#### Halbfinale 1
| Rang | Name                   | Nation      | 1. Lauf      | 2. Lauf      | 3. Lauf          | Punkte | Anm. |
| ---- | ---------------------- | ----------- | ------------ | ------------ | ---------------- | ------ | ---- |
| 1    | Anne-Caroline Chausson | Frankreich  | 36,931 s (1) | 37,028 s (1) | 36,747 s (2)     | 4      | Q    |
| 2    | Sarah Walker           | Neuseeland  | 37,499 s (2) | 39,038 s (3) | 36,731 s (1)     | 6      | Q    |
| 3    | María Gabriela Díaz    | Argentinien | 37,605 s (3) | 38,235 s (2) | DNF              | 13     | Q    |
| 4    | Samantha Cools         | Kanada      | 39,765 s (6) | 39,457 s (5) | 38,690 s (3)     | 14     | Q    |
| 5    | Jana Horáková          | Tschechien  | 39,107 s (5) | 39,172 s (4) | 1:32,284 min (7) | 16     |      |
| 6    | Jenny Fähndrich        | Schweiz     | 38,658 s (4) | 45,912 s (7) | 52,687 s (6)     | 17     |      |
| 7    | Ma Liyun               | China       | 41,789 s (7) | 41,497 s (6) | 41,839 s (5)     | 18     |      |
| 8    | Amanda Sørensen        | Dänemark    | DNF          | 47,469 s (8) | 39,474 s (4)     | 20     |      |

#### Halbfinale 2
| Rang | Name                  | Nation             | 1. Lauf          | 2. Lauf      | 3. Lauf      | Punkte | Anm. |
| ---- | --------------------- | ------------------ | ---------------- | ------------ | ------------ | ------ | ---- |
| 1    | Laëtitia Le Corguillé | Frankreich         | 37,917 s (1)     | 37,130 s (1) | 37,076 s (2) | 4      | Q    |
| 2    | Jill Kintner          | Vereinigte Staaten | 38,950 s (3)     | 39,700 s (3) | 38,235 s (3) | 9      | Q    |
| 3    | Shanaze Reade         | Großbritannien     | 2:17,714 min (7) | 39,218 s (2) | 36,699 s (1) | 10     | Q    |
| 4    | Nicole Callisto       | Australien         | 38,244 s (2)     | 47,311 s (6) | 38,435 s (4) | 12     | Q    |
| 5    | Lieke Klaus           | Niederlande        | 40,955 s (4)     | 40,143 s (4) | 38,800 s (5) | 13     |      |
| 6    | Anikó Hódi            | Ungarn             | 44,021 s (6)     | 41,867 s (5) | 40,169 s (7) | 18     |      |
| 7    | María Belén Dutto     | Argentinien        | 41,307 s (5)     | 47,927 s (7) | 40,295 s (8) | 20     |      |
| 8    | Tanya Bailey          | Australien         | DNF              | DNF          | 39,505 s (6) | 22     |      |

### Finale
Das Finale wurde in einem einzelnen Lauf entschieden. Das Finale führte ab der ersten Kurve Anne-Caroline Chausson an, dicht gefolgt von der amtierenden Weltmeisterin Shanaze Reade. In der letzten Kurve stürzte Reade beim Versuch eines Überholmanövers. Chausson gewann, Reade wurde für ihre riskante Fahrweise auf den letzten Platz zurückgesetzt.
| Rang | Name                   | Nation             | Zeit         |
| ---- | ---------------------- | ------------------ | ------------ |
| 1    | Anne-Caroline Chausson | Frankreich         | 35,976 s     |
| 2    | Laëtitia Le Corguillé  | Frankreich         | 38,042 s     |
| 3    | Jill Kintner           | Vereinigte Staaten | 38,674 s     |
| 4    | Sarah Walker           | Neuseeland         | 38,805 s     |
| 5    | María Gabriela Díaz    | Argentinien        | 39,747 s     |
| 6    | Nicole Callisto        | Australien         | 1:19,609 min |
| 7    | Samantha Cools         | Kanada             | DNF          |
| 8    | Shanaze Reade          | Großbritannien     | REL          |